# Rima Abdeli
Rima Abdeli es una atleta paralímpica tunecina de baja estatura y compite en las pruebas de clasificación de F40 de lanzamiento de bala.

## Carrera atlética
Representó a Túnez en los Juegos Paralímpicos de Río de Janeiro 2016 y ganó la medalla de plata en la prueba femenina de lanzamiento de peso F40. En 2019 se clasificó para representar a Túnez en los Juegos Paralímpicos de verano de 2020 en Tokio (Japón).
En los Campeonatos Mundiales de 2015 ganó la medalla de bronce en la prueba femenina de lanzamiento de peso F40. Dos años más tarde, en los Campeonatos Mundiales de 2017, estableció una nueva marca personal de 7,57 m en la misma prueba y ganó la medalla de oro. En los Campeonatos Mundiales de 2019 terminó en cuarto lugar en esta prueba con una distancia de 7,79 m.